# Sede Nova
Sede Nova es un municipio brasileño del estado de Rio Grande do Sul.

## Ubicación
Se encuentra ubicado a una latitud de 27º38'05" Sur y una longitud de 53º56'44" Oeste, estando a una altitud de 460 metros sobre el nivel del mar. Su población estimada para el año 2004 era de 2.938 habitantes.
Ocupa una superficie de 117,76 km².
- Datos: Q1784935
- Multimedia: Sede Nova / Q1784935